# Rellik
Rellik (killer napisane od tyłu) – serial telewizyjny BBC One i Cinemax stworzony i napisany przez braci Harry'ego i Jacka Williamsa. Premiera odbyła się 11 września 2017 r. Projekt został zamówiony przez BBC w 2015 r., a Cinemax dołączył do nich później w listopadzie 2016 r. Premiera serialu odbyła się w Polsce 12 września 2017 r. na HBO GO.

## Obsada
- Richard Dormer jako DCI Gabriel Markham
- Jodi Balfour jako DI Elaine Shepard
- Paterson Joseph jako Dr Isaac Taylor
- Lærke Winther jako Lisa Markham
- Shannon Tarbet jako Hannah Markham
- Ray Stevenson jako DSI Edward Benton
- Paul Rhys as Patrick Barker
- Michael Shaeffer jako Steven Mills
- Rosalind Eleazar jako Christine Levison
- Georgina Rich jako Beth Mills
- Clare Holman jako Rebecca Barker
- Clive Russell jako Henry Parides
- Kieran Bew jako DI Mike Sutherland
- Reece Ritchie jako DC Asim Fry
- Faye Castelow jako DS Jenny Roberts
- Joseph Macnab jako DC Sam Myers
- Mimi Ndiweni jako DC Andrea Reed
- Michael Wildman jako DI Martin Brook
- Tanya Reynolds jako Sally
- Annabel Bates jako Jill Parides
- Charlotte Dylan jako Cassie Hughes
- Richard Cunningham as Brian Sweeney
- Lucy Chappell jako Kerri
- Michael Nardone jako Dr Jonas Borner